# 根本真陽
根本 真陽（ねもと まはる、2008年11月24日 - ）は、日本の女優。
神奈川県出身。ヒラタエンターテイメント所属。いて座。

## 出演

### テレビドラマ
- 連続テレビ小説（NHK）
  - 花子とアン 第106 - 108回（2014年7月31日 - 8月2日） - フミ 役
  - エール（2020年9月28日 - 10月12日） - 古山華（12歳） 役[3]
- 佐知とマユ（NHK、2015年3月17日） - 中山佐知（幼少期） 役
- 一番電車が走った（NHK、2015年8月10日） - 松浦佐和子 役
- 海に降る（WOWOW、2015年10月10日） - 天谷深雪（幼少期） 役
- ウルトラマンX第15話（テレビ東京、2015年11月3日） - 神木裕美（幼少期） 役
- 嵐の涙〜私たちに明日はある〜第1・2話 （東海テレビ、2016年2月1日、2日） - 石原里子（幼少期） 役
- 99.9-刑事専門弁護士-第3話（TBS、2016年5月1日）- 吉田果歩（小学生） 役
- 夏目漱石の妻第3話・4話（NHK、2016年10月8日、15日） - 夏目恒子 役
- Chef〜三ツ星の給食〜（フジテレビ、2016年10月13日 - 12月15日）生徒 役[4]
- 犯罪科学分析室 電子の標的3（テレビ東京、2017年2月1日） - 西尾の孫 役[5]
- 税務調査官・窓際太郎の事件簿32（TBS、2017年5月8日） - 西野明日香（幼少期） 役
- 宇宙戦隊キュウレンジャー第15話（テレビ朝日、2017年5月21日） - ハミィ（幼少期） 役
- 弟の夫（2018年3月4日 - 3月18日、NHK BSプレミアム） - 折口夏菜 役[6][7]
- デイジー・ラック（2018年4月20日 - 6月22日、NHK総合） - 讃岐ミチル（幼少期） 役
- 夕凪の街 桜の国2018（2018年8月6日、NHK総合） - 太田京花（幼少） 役
- 不惑のスクラム（2018年9月1日 - 10月13日、NHK総合） - 坂巻華 役
- 透明なゆりかご 第9回（2018年9月14日、NHK総合） - 平塚亜美 役
- ゾンビが来たから人生見つめ直した件（2019年1月19日 - 3月9日、NHK総合） - 松田夢 役
- ドリームチーム（2021年1月22日 - 3月12日、NHK総合） - 榎木環 役[8]
- エルピス-希望、あるいは災い-（2022年10月24日、フジテレビ） - 大山さくら（少女時代） 役
- パパとなっちゃんのお弁当（2023年1月16日 - 3月17日、日本テレビ） - 近藤久美 役
- NHKスペシャル“宗教２世”を生きる ドラマ編「神の子はつぶやく」（2023年11月3日、NHK総合） - 木下祈 役[9]

### 映画
- 映画 ビリギャル（2015年5月1日、東宝） - 工藤さやか（幼少期） 役
- フローレンスは眠る（2016年3月5日、ジャングルウォーク）
- 四月は君の嘘（2016年9月10日、東宝） - 宮園かをり（幼少期） 役
- 破裏拳ポリマー（2017年5月13日、KADOKAWA） - 稗田玲（幼少期） 役
- 昼顔（2017年6月10日、東宝）
- こどもつかい（2017年6月17日、松竹） - 原田尚美（幼少期） 役
- 幼な子われらに生まれ（2017年8月26日、ファントム・フィルム） - 田中薫（幼少期） 役
- パパはわるものチャンピオン（2018年9月21日、ショウゲート） - 平野マナ 役
- 愛がなんだ（2019年4月19日、エレファントハウス） - テルコ（小学生時代） 役
- 魚座どうし（2020年2月21日、ndjc2019） - 深田みどり 役
- 空に住む（2021年10月23日、アスミック・エース） - 吉田七海 役
- ラストマイル（2024年8月23日、東宝） - 松本海空 役[10]

### CM
- グリコ チーザ「具里子と由里子 家族篇」（2012年）
- かんぽ生命 「いいこと」篇（2014年11月 - 2016年1月）
- マクドナルド ハッピーセット 「パペピプパーティー」篇（2015年3月 - 4月）
- インディペンデントインキュベータ「OCEDEL LED」（2015年12月 - ）
- SPRIX 森塾「育つ自信」篇（2022年）[11]

### MV
- シクラメン『101』
- ももいろクローバーZ『泣いてもいいんだよ』父の日ver.
- 柿原徹也 『orange』
- Shout it Out『光の唄』

### 広告
- 三幸学園（2012年）
- そごう西武 七五三（2012年）
- スタジオアン 七五三（2013年）
- ニコン（2015年1月 - ）